# Santa Tereza de Goiás
Santa Tereza de Goiás là một đô thị thuộc bang Goiás, Brasil. Đô thị này có diện tích 794,553 km², dân số năm 2007 là 4398 người, mật độ 5,5 người/km².